# Strapön
Strapön is een Zweeds eiland in de Botnische Golf. Het eiland ligt ingeklemd tussen twee zeearmen, de Norra Strapösundet en de Södra Strapösundet. Deze zeearmen verbinden de Brändöfjärden met de Botnische Golf. Het eiland dat slechts 20 meter boven de zeespiegel uitkomt heeft geen oeververbindingen en is grotendeels onbewoond.